# Muerte mística
La muerte mística o muerte del ego es un término que ha sido empleado por múltiples tradiciones místicas y psiconautas para hacer referencia a un estado trascendental de la conciencia. Algunos estudios del campo de la religión comparada coinciden ampliamente con la equiparación de la muerte mística y el estado de iluminación perseguido por distintas religiones. En la psicología Jungiana se ha abordado este estado como «una transformación fundamental de la psique». En la cultura psicodélica será definida por Timothy Leary como una experiencia de muerte simbólica en la que el viejo ego debe morir antes que pueda renacer espiritualmente.
Descrita también como un «morir antes de morir» es un morir voluntario, antes de la muerte corporal, a la propia más falsa y errónea identidad personal del ego, en sus múltiples facetas (miedos, ira, codicia, ambiciones, orgullo, apetitos deshonestos, desidias, indolencia, complejos, etc.), origen de nuestro sufrimiento e infelicidad y causa de dolor y sufrimiento en nuestros semejantes.
Expresada en forma alegórica o explícita en la ascesis de las principales tradiciones religiosas del mundo, la muerte mística permitiría, al ser extinguido en forma gradual el propio yo, la plena manifestación de la verdadera y original naturaleza del ser, su intimidad infinita.

## La muerte mística en diversas tradiciones religiosas

### Hinduismo

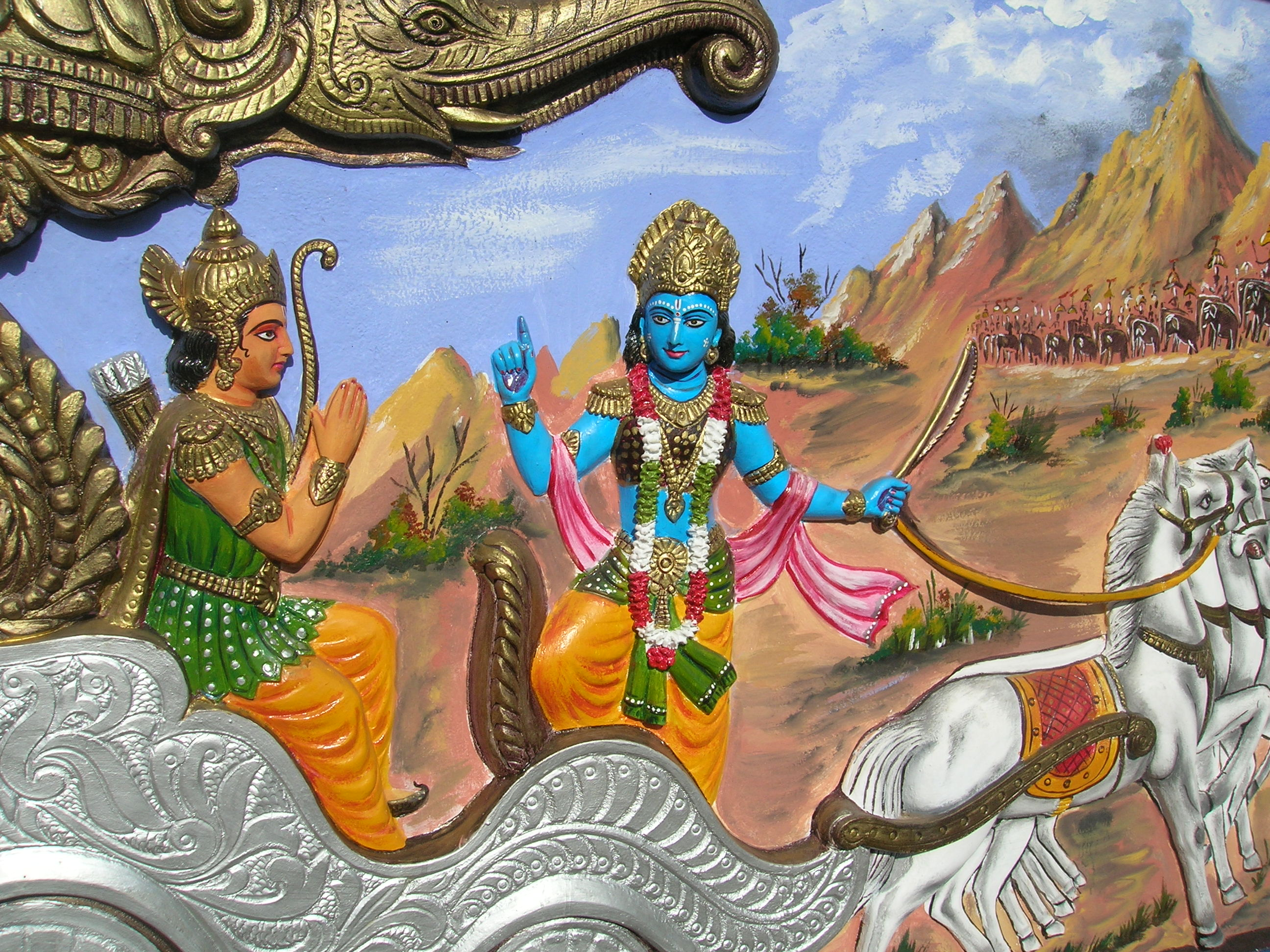
Arjuna y Kkrishna en la batalla de Kuruksetra del Bhagavad-guita: simbólica alegoría del combate interior en el asceta místico.

En las Upanisad, en el marco del brahmanismo ―religión de la antigua India considerada el nexo entre el periodo védico (del 1500 al 600 a. C.) y el hinduismo posterior—, ya se señalaba la necesidad de la aniquilación del yo (Anātman) para reintegrarse en el Todo. En estos textos la trascendencia del ego se identifica con alcanzar la Conciencia Pura o Turiya, en la cual el verdadero Yo o Atman se descubre idéntico a Brahmán, el principio permanente o trascendental.

El Yo que entiende todo, que sabe todo, y cuya gloria está manifiesta en el universo, vive dentro del santuario del corazón, la ciudad de Brahaman.
Mundaka-Upanishad, II. IV. 12

En el Bhagavad-guita ―una sección didáctica del Majábharata (texto épico-religioso del siglo III a. C.)― se describe el diálogo entre Krisná (octava encarnación del dios Visnú) con su amigo el príncipe pándava Áryuna y revelándole sobre el escenario de una gran batalla, el camino de la salvación.
Esta gran batalla entre los Kauravas y los Pándavas, es alegórica del combate interior entre las fuerzas del mal ―representadas por los Kauravas― y las fuerzas del bien ―los Pandavas―.
En sus explicaciones a  Arjuna, uno de los jefes contendientes, Krishna le anima a la lucha por la extinción del yo:

El hombre que abandona todo deseo y obra sin intereses, libre del sentido del yo y de lo mío, él alcanza la paz.
Anónimo, Bhagavad-guita, cap. II, «El yoga del conocimiento»

Como resaltaba en esas mismas épocas el budismo, en el Bhagavad-guita el deseo, la ira y la codicia son mencionados como puertas hacia la oscuridad que deben ser «evitadas».

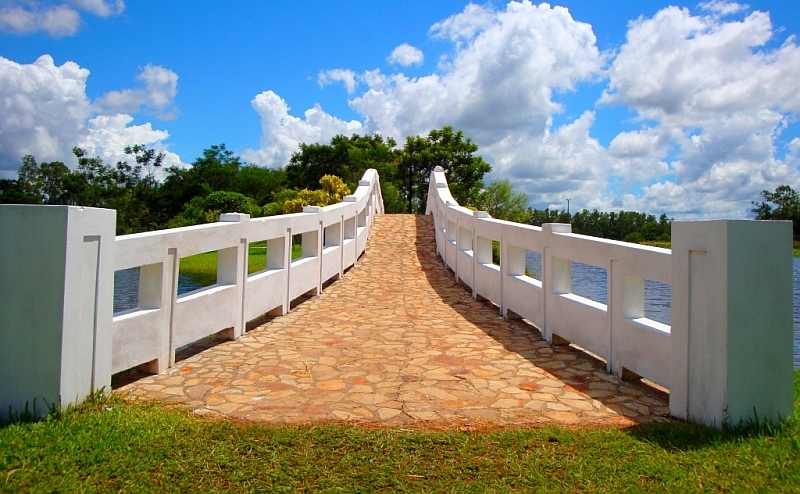
La muerte mística, puente espiritual común en las diversas tradiciones religiosas que conduce a la vivencial experiencia de la unidad trascendente.

### Judaísmo
Como acontece en otras tradiciones religiosas, en los textos del Tanaj, el combate interior o muerte mística a los enemigos interiores del alma, es mostrado frecuentemente en forma alegórica. Así en los Salmos del rey David:

«Perseguiré a mis enemigos y los agarraré, y no retornaré hasta que se dobleguen; los aplastaré y no podrán permanecer derechos, cayendo bajo mis pies».
 Salmos 18:37-38.

«Acércate a mi alma, redímela; Líbrame a causa de mis enemigos».
 Salmos 69:18.

En los textos del Sefer haZohar (libro del esplendor), de Shimon bar Yojai (siglo II) y en las enseñanzas de Isaac Luria (1534-1572), que contienen los fundamentos de la Kábala hebraica, se reseña cómo el principio anímico del ser humano puede alcanzar diversos grados de desarrollo o esplendor (Néfesh, Ruaj, Neshamá, Jayá y Yehidá).
Estos niveles del alma están estrechamente relacionados con la santidad del que la alberga, es decir del grado de purificación interior o muerte mística. De hecho esta purificación, rectificación o restauración (tikkún) del alma a todo su esplendor se lleva a cabo trabajando y luchando contra las fuerzas impuras dentro de sí mismos ―deseos y pulsiones egoístas―, que impiden el acercamiento y la unión con Dios, pues aquellas fuerzas impuras engulleron chispas de luz que integraban la realidad espiritual primigenia, alejando al ser humano de la luz de Dios (Ain Sof).
De acuerdo a la perspectiva cabalística expresada en el Zohar, todas las almas están interconectadas, y por ello no es posible la rectificación plena o total en modo individual, hasta tanto todas las almas queden así mismo rectificadas o purificadas y así poder brillar con toda su luz.

### Budismo

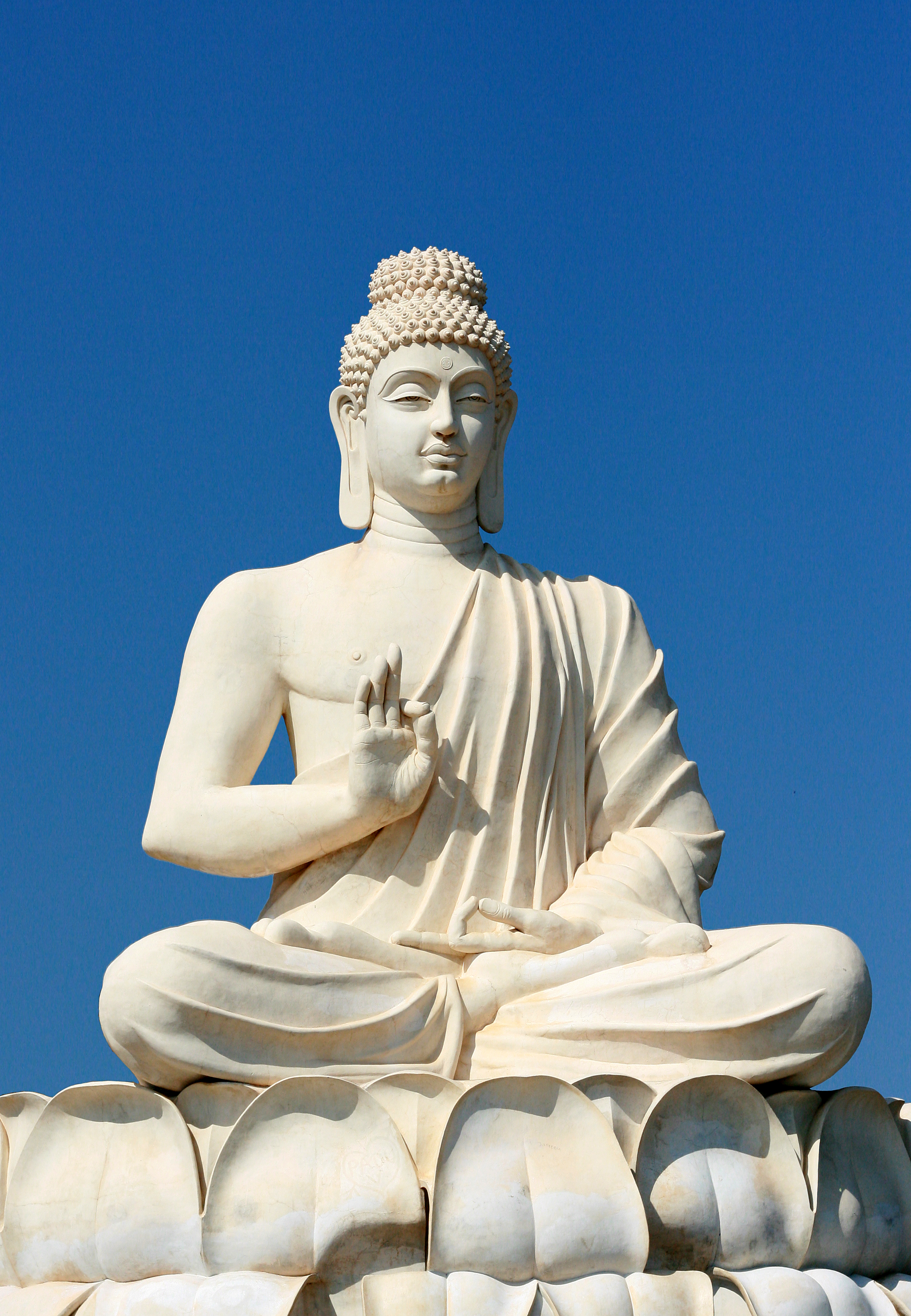
El budismo considera el deseo y apego pasional como la causa del sufrimiento en el ser humano.

El budismo, en su exposición de las cuatro nobles verdades, considera al apego o anhelo (Trisna) como causa de la insatisfacción o sufrimiento humano (duhkha).
Este sufrimiento puede cesar al extinguirse su causa, el apego, en sus variadas expresiones y cuya raíz es el propio, impermanente e “ilusorio yo o ego”, alegorizado, en la doctrina budista, por la figura del maligno Mara, el «demonio tentador» interior de múltiples caras.
De ahí que la suprema paz, la dicha del  nirvana, advenga con la disolución del yo ilusorio.
El sendero que conduce a la extinción del sufrimiento en sí mismos, conlleva por tanto un adentrarse en sí mismo para reconocer, comprender y desechar, desde la pura atención, los velos mentales y emocionales que condicionan nuestra luminosa naturaleza original: La plenitud espiritual en el budismo adviene por quedar vacío del propio yo.

Es mejor conquistarse a sí mismo que vencer a mil en mil batallas. Al vencerse a uno mismo, uno gana: nadie puede quitarnos la victoria.
Sidharta Gautama: Dhammapada

En el budismo mahayana se destaca la figura del Bodhisattva, aquel que disolviendo su propio “yo ilusorio” y encontrándose a las puertas de la dicha del nirvana, renuncia a estos por compasión, para seguir ayudando espiritualmente a todos los seres humanos sufrientes a su propio despertar y liberación.
En el budismo tibetano se explora la trascendencia del ego en su popular texto Bardo Todol o conocido en occidente como el Libro Tibetano de los Muertos. El objetivo del libro es ser leído por un maestro o hermano espiritual de la persona que está muriendo para guiar su alma hacia el reconocimiento y unión con la Clara Luz. Este libro posteriormente será tomado por el doctor Timothy Leary para guiar la conciencia hacia la muerte mística durante la experiencia psicodélica en The Psychedelic Experience.
En el budismo zen se hace referencia a la mente espontánea para describir la trascendencia de la mente que, debido a los condicionamientos sociales, se identifica con una idea fija de sí misma como medio de autocontrol, de donde resulta la identificación con el “ego”.

### Cristianismo

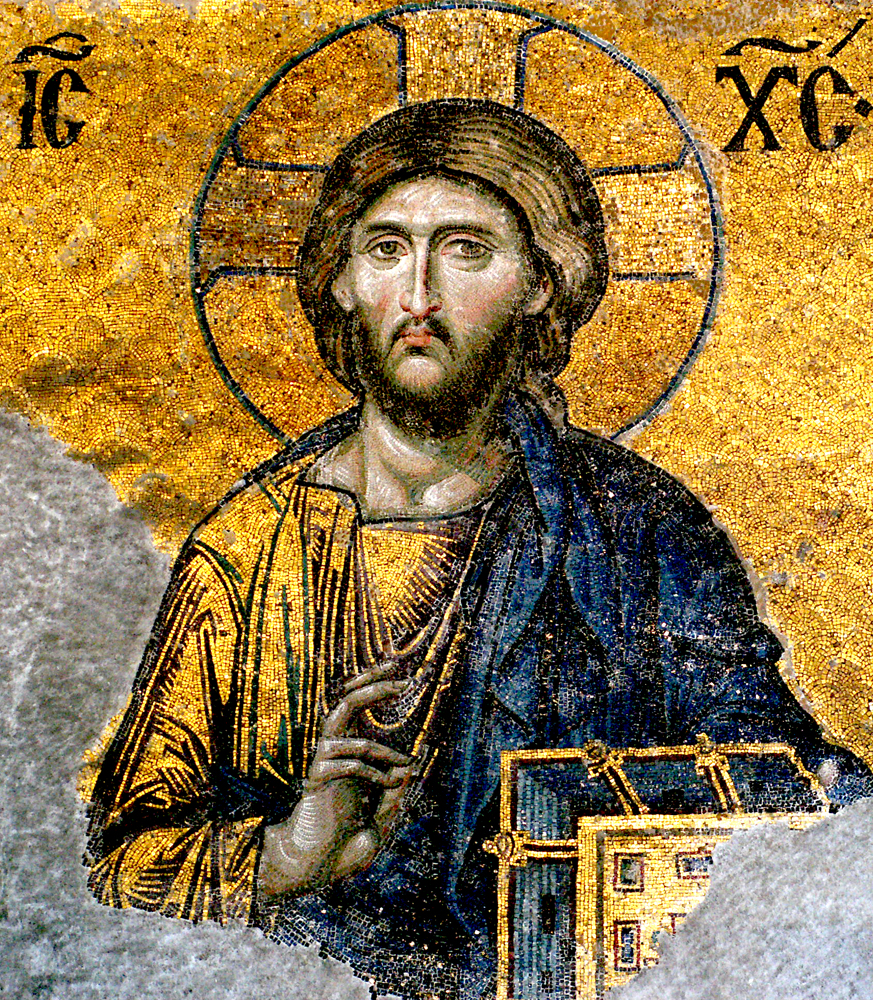
La enseñanza de Jesucristo de «negarse a sí mismo» es la base de la muerte mística, en la ascesis del cristianismo.

En el cristianismo el fundamento de la muerte mística, mors mystica en latín, queda expresado en diversos pasajes de los Evangelios y muy especialmente en las palabras de Jesucristo, reseñadas en el Evangelio de Mateo y corroboradas por los textos del Evangelio de Marcos (8:34) y el Evangelio de Lucas (9:23):

Entonces Jesús dijo a sus discípulos: «Si alguno quiere venir en pos de mí, niéguese a sí mismo, y tome su cruz, y sígame».
Evangelio de Mateo, 16:24

Así mismo, en el Evangelio de Marcos, se dice:

Porque de dentro, del corazón de los hombres, salen los malos pensamientos, los adulterios, las fornicaciones, los homicidios, los hurtos, las avaricias, las maldades, el engaño, la lascivia, la envidia, la maledicencia, la soberbia, la insensatez. Todas estas maldades de dentro salen, y contaminan al hombre.
Evangelio de Marcos, 7:21-23.

Este negarse a sí mismo o limpieza del corazón de los hombres, es la muerte mística en sí mismo al pecado, al "yo pecador" y que, si no acontece antes de la muerte primera o muerte corporal, conduce a la muerte segunda (Ap. 2:11), la muerte del alma que no ha sido purificada en vida.
En la incipiente comunidad cristiana los escritos de Pablo de Tarso, dejarían una profunda huella que configuraría la ascética mística cristiana posterior. Así en su Primera epístola a los corintios les dice:

Os aseguro, hermanos, por la gloria que de vosotros tengo en nuestro Señor Jesucristo, que cada día muero.
Pablo de Tarso, Primera epístola a los corintios 15:31

Esta muerte mística es una muerte al pecado ―según Pablo de Tarso en la Epístola a los romanos 7:20―, al hombre viejo ―según Pablo en la Epístola a los romanos 6:6, Epístola a los efesios 4:22; y Epístola a los colosenses 3:9―, también significada como un «crucificar la carne con sus afectos y conscupiscencias» que, previamente, se han conocido dentro de sí mismo:

Pero los que son de Cristo han crucificado la carne con los afectos y concupiscencias.
Pablo de Tarso, en Epístola a los gálatas 5:24

Si, pues, nos examinásemos a nosotros mismos, no seríamos juzgados.
Pablo de Tarso, en Epístola a los corintios 11:31

Según Pablo de Tarso, es la gracia divina que adviene en la oración ―Primera carta a los tesalonicenses 5:17, y Epístola a los efesios 6:10-18― y desde la vigilia ―«Velad y orad» (Evangelio de Marcos 14:38)―, la que permite "no caer en tentación", es decir, no alimentar al hombre animal a que hace referencia Pablo de Tarso (en la Primera epístola a los corintios 2:14).
Por ello, la muerte mística es un proceso arduo y gradual, en vida, conducente en primera instancia a hacerse con la propia alma –«con vuestra paciencia poseeréis vuestras almas» (Evangelio de Lucas 21:19)―, por medio de la continua muerte o purificación interior a la propia naturaleza errónea, al hombre viejo y que, más allá aún, posibilita acoger a Cristo dentro de sí:

Hasta que todos lleguemos […] a la medida de la estatura de la plenitud de Cristo.
Pablo de Tarso, en Epístola a los efesios 4:13

Y ya no vivo yo, sino que vive Cristo en mí.
Pablo de Tarso, en la Epístola a los gálatas, 2:20

Pues solo por medio del Hijo se llega al Padre (Evangelio de Juan 14:6).
Son abundantes los textos que dentro de la espiritualidad cristiana, inciden en la muerte mística.
Clemente de Alejandría (ca. 150-220) distingue, en sus principales obras (Stromata, Proteptico y Pedagogo), tres tipos de muerte: la muerte física — «la que desata el alma del cuerpo» y acontece «naturalmente a los seres vivientes»—, la muerte del alma – que puede sobrevenirle a ésta por causa del pecado: las pasiones o «enfermedades del alma» —, y la muerte gnóstica que «lleva y separa el alma de las pasiones» y por ello es, para Clemente, una «muerte salvadora». Por la importancia de esta última, Clemente de Alejandría redefine la tarea de la filosofía, desde una perspectiva cristiana, como «un ejercitarse en morir» o «ejercicio de muerte» que se sustenta en la propia purificación interior.
En la Filocalia, legado espiritual de la Iglesia ortodoxa, los Padres del desierto animan a combatir, en lucha íntima e inmaterial, contra los espíritus impuros o enemigos invisibles interiores (Hesiquio de Batos) que oscurecen el alma en el interior del asceta, tales como la ira, la tristeza, la codicia, la acidia o pereza, la vanagloria y muy especialmente la soberbia (Casiano el Romano). En esta colección de textos se habla de «la ciencia del combate espiritual secreto» para expulsar metódicamente, a estos enemigos interiores (Hesiquio de Batos). El fundamento de esta ciencia es el recuerdo continuo de Dios con la ayuda de la oración del corazón.

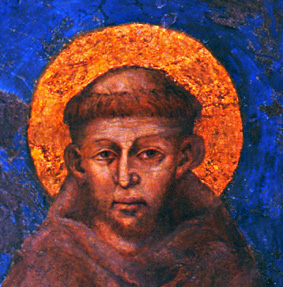
Para Francisco de Asís, la muerte mística, el «vencerse a sí mismo», es la mayor gracia del Espíritu Santo.

San Francisco de Asís (1182-1226) en su alocución, camino de Santa María de los Ángeles, al Hermano León, le asevera que la perfecta alegría adviene «venciéndose a sí mismos» y que este «vencerse» es un don y gracia del Espíritu Santo:

Por encima de todas las gracias y de todos los dones del Espíritu Santo que Cristo concede a sus amigos, está el de vencerse a sí mismo y de sobrellevar gustosamente, por amor de Cristo Jesús, penas, injurias, oprobios e incomodidades.
Francisco de Asís, La perfecta alegría.

En ocasiones, como en el caso del dominico alemán Meister Eckhart (1260-1328), la muerte mística se expresa en términos radicales que asemejan las doctrinas del budismo Zen en cuanto a la necesidad de la absoluta vacuidad interior, de sí mismos, incluso de la propia idea de lo divinal o de Dios, pues resulta también siendo un obstáculo para acercarse a Él.
Eckhart incide, así mismo, en sus Tratados y sermones, en "desasirse o anularse":

Pues toda nuestra esencia no se funda en nada que no sea un anularse.
Meister Eckhart, Tratados, Pláticas instructivas: De las obras interiores y exteriores

O expresado en otro modo, despojarse, "quitar y expurgar" dentro de sí mismos para hacer resplandecer lo que se halla, como un tesoro, escondido:

Cuando un maestro hace una imagen de madera o de piedra, no hace que la imagen entre en la madera, sino que va sacando las astillas que tenían escondida y encubierta a la imagen; no le da nada a la madera, sino que le quita y expurga la cobertura y le saca el moho y entonces resplandece lo que yacía escondido por debajo. Este es el tesoro que yacía escondido en el campo, según dice
nuestro Señor en el Evangelio.
Meister Eckart, Tratados, y Líber benedictus, Del hombre noble

Tomás de Kempis (siglo XV) en su obra Imitación de Cristo incide en el morir en vida:

Debes estar persuadido de que tu vida debe ser un continuo morir. Y cuanto más muere uno a sí mismo, tanto más comienza a vivir para Dios.
Tomás de Kempis: Imitación de Cristo, libro II, capítulo 12.

Semejantemente el teólogo y escritor Miguel de Molinos (1628-1696), máximo representante de la corriente mística del quietismo, expresa la muerte mística en estos términos:

Sabe que mientras más esté muerta tu alma en sí misma, tanto más conocerá a Dios. Pero si no atiende a la continua negación de sí misma y a la interior mortificación, no llegará jamás a este estado ni conservará a Dios dentro de sí, y así siempre estará sujeta a los accidentes y pasiones del ánimo que son, juzgar, murmurar, resentir, excusarse, defenderse por conservar su honra y estimación propia, enemigos de la quietud, de la perfección, de la paz y del espíritu.

Miguel de Molinos, Guía espiritual, libro III, capítulo VIII.

La muerte mística desde la perspectiva cristiana permite, venciéndose a sí mismo íntegramente, recuperar la pureza primigenia ―ser como un niño― y con ella acceder al Reino de los Cielos (Evangelio de Mateo 19:14), comer del árbol de la vida (Apocalipsis 2:7) y recibir la corona de la vida (Apocalipsis 2:10).

### Islam

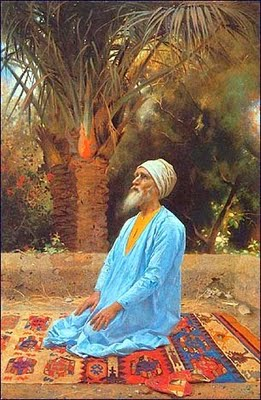
El recuerdo continuo de Dios (o dhikr) es el fundamento de la muerte mística (o fanâ) en el islamismo.

En el islam, la muerte mística es descrita con el término fanâ (فناء) cuyo significado es ‘disolución’ o ‘aniquilación del yo’ o ‘renuncia de sí mismo’ y al que sigue baqa (la subsistencia en Dios).
El término es relacionado con la sura 55 del Corán, aleyas 26 y 27:

Todo lo que está sobre la tierra perece (fanin) y solo queda (yabqa) el rostro del Señor, lleno de potencia y de gloria.
Sura 55, versículos 26 y 27 del Corán

Así mismo se fundamenta en un hadiz del profeta Mahoma que reza:

Morid antes de morir y pedíos cuentas a vosotros mismos antes de que se os pidan.
Hadiz del profeta Mahoma, recogido por Al Tirmidhi.

También fana es relacionada con la figura del místico universal Mansur al Hallaj (857-922 d. C.), tras su martirio.
El aniquilamiento o extinción mística es expresado en muchas ocasiones por el fuego en la literatura persa medieval:

Os digo: no cejaré hasta alcanzar mi deseo: 
que se una mi alma al Alma de mi alma o el alma deje a mi cuerpo. 
Abre mi tumba y observa, cuando haya muerto, 
cómo humea mi sudario por el fuego que yo albergo.
 Hafiz Shirazi (1325-1389)

Y del mismo modo este fuego es una alegoría de la Divinidad pues como señala el poeta Yalal ad Din Rumi (1207-1273 d. C.): «Dios es el que incendia al hombre y lo aniquila».
El poeta y místico Hakim Sanai (ca. 1070-1150 d. C.) en su obra Hadiqat al haqiqa (el jardín amurallado de la verdad) expresa la abolición del propio yo de modo diáfano en su masnavi:

Mientras sigas adherido a tu ego,
vagarás a derechas e izquierdas,
día y noche, por mil años;
y, cuando tras todo ese esfuerzo,
finalmente abras tus ojos,
verás a tu ego, a través de los defectos inherentes,
vagando alrededor de sí mismo
como un buey en la noria;
pero, si liberado de tu ego, finalmente te pones a trabajar,
esta puerta se te abrirá en dos minutos."
Magulla tu ego por meses y años sin fin;
déjalo como muerto y cuando hayas acabado con él, habrás alcanzado la vida eterna
Cuando en el sendero hayas matado a tu ego, 
de inmediato se te mostrará el favor de Dios.
Hakim Sanai, El jardín amurallado de la verdad

Desde la perspectiva  sufí, esta lucha o esfuerzo espiritual (yihad) por la purificación o limpieza interior de los defectos inherentes o yihad al-nafs (la lucha espiritual contra el propio ego), es la genuina "guerra santa" pues conduce a la santificación y por ello es considerada en los círculos sufíes como "la gran lucha" (Yihad al-Akbar o Yihad mayor).
Son muchos los ejemplos en la poética mística del islam que señalan la necesidad de este paso para hacer brillar la Luz Divina en el corazón del buscador de la Verdad. Así Rumi en su Masnavi ye Manavi:

Oh, dichoso el que está muerto antes de morir, 
pues él ha percibido el perfume del origen de este vergel.
Rumi: Morir antes de morir, Masnavi ye Manavi, IV.

Farid al Din Attar (siglo XII-XIII), en su obra Ilahi Nama (o ‘libro divino’) refiere:

El obstáculo que te impide avanzar es tu 'yo'; hazlo desaparecer.
No vuelvas a ti; renuncia a tu 'yo', la abnegación de sí es «luz sobre luz».
Attar, Ilahi nama.

Entre los místicos sufíes es frecuente considerar al alma como un espejo que debe quedar limpio de mancha alguna para poder reflejar con completa pureza lo Divino.
Así Rumi expresa:

Pues aquel que se ha despojado de sí mismo ha desaparecido [en Dios]… Su forma se ha desvanecido y se ha convertido en un espejo…
Rumi, Masnavi IV

Siendo la misma ayuda divina quien lo limpia:

Yo soy un espejo pulido por la mano divina…
Rumi, Masnavi I

El recuerdo continuo de Dios por medio de su constante invocación, Dhikr o Zekr, es el instrumento que permite recibir la asistencia divina en propósito de convertirse en espejo de la divinidad.
Tal purificación del alma, limpia como un espejo, extinguiendo el yo, vaciando el corazón de todo lo que no es Dios, conduce a ser Uno (tawhîd) con Dios y en Dios.

## La muerte mística: esencia de la espiritualidad perenne y universal
Descrita y señalada de un modo u otro, acorde al tiempo y lugar, la muerte mística, la ascesis de morir en sí mismo, puede ser considerada el basamento común espiritual, presente en la mística de las grandes tradiciones religiosas y corrientes espirituales de la humanidad, que conduce a la vivencial experiencia de la Unidad Transcendente y a la consecución de la plenitud o liberación espiritual en el ser humano.
Es por esta común unión en lo profundo de la espiritualidad perenne y universal, por lo que es posible encontrar analogías tan intensas en los grandes místicos de todos los tiempos y pueblos, ya que su objetivo ―la plenitud que confiere la libertad interior, la unión con lo Transcendente― y la vía para alcanzarlo ―la purificación absoluta dentro de sí, de todo lo que obstaculiza esta meta―, son los mismos.
Esta similitud de los grandes ascetas del espíritu no sólo se da en la forma y el fondo de los escritos que nos legaron sino, y muy especialmente, en su modo de vivir, la rectitud de sus vidas y en el afán sacrificado y desinteresado de ayudar a sus semejantes a alcanzar la plenitud como seres humanos.